# Стојан Ковачевић
Стојан Ковачевић (Срђевићи код Гацка, Источна Херцеговина, 1821 — Никшић, 23. (10) април 1911) био је српски војвода, устаник и хајдучки харамбаша.

## Биографија
Легендарни херцеговачки јунак и хајдучки харамбаша. Одметнуо се од турске власти половином XIX вијека и хајдуковао заједно са својим рођаком, харамбашом Петком Ковачевићем. За читаво вријеме трајања Вукаловићевог покрета 1852-1863. хајдучке чете харамбаша Стојана и Петка Ковачевића биле су једине које нису прекидале четовање и борбу с Турцима у Херцеговини. За то вријеме Стојан је имао бројне окршаје са Турцима у Херцеговини, а једно вријеме боравио је са својом четом и у области планине Романије. Посебно се истакао у току битке на Граховцу 1858. Петко и Стојан нису прекинули борбу ни када је Лука Вукаловић 1863. постигао споразум са Турцима и на тај начин окончао устанак у Херцеговини. Турци су ултимативно тражили од Црне Горе да се спријече њихове акције. Због тога су 1864. били издати Турцима у Никшићким Рудинама (Церовац). Петко је тада са породицом заробљен и са синовима одведен у тамницу у Никшић, а затим у Мостар, гдје је и објешен на Малој тепи 1865. Стојан је наставио четовање и припремао Херцеговце на устанак, а 1872. године ишао је у Београд покушавајући да обезбиједи помоћ и подршку српске владе за нови устанак у Херцеговини. Али, на повратку у Херцеговину био је поново на превару ухваћен од стране повјерљивих људи књаза Николе и предат Турцима. Успио је да побјегне из тамнице у Мостару, али му је књаз Никола онемогућавао сваку акцију, да не би реметио односе са Турцима. Почетком устанка 1875. године, Стојан се са својом четом нашао у првим борбеним редовима и није посустао све до краја устанка, истичући се у многим бојевима против Турака од Муратовице, преко Дуге до Вучијег дола, Острошких греда, Никшића и других великих бојишта. Послије Берлинског конгреса и окупације провинција Босне и Херцеговине од стране Аустроугарске, Стојан није признао новог окупатора нити положио оружје, већ је 1882. године, покренуо Херцеговце на нови устанак. Послије завршетка устанка, Стојан се повукао у Црну Гору и био интерниран у Подгорици, да би се касније населио у Никшићу. Када је 1908. године Аустроугарска извршила анексију провинција Босне и Херцеговине, тада 87-годишњи Стојан је, заједно са харамбашом Пером Тунгузом, отишао на Цетиње, тражећи од књаза сагласност да подигне нови устанак у Херцеговини. Умро је у дубокој старости у Никшићу и сахрањен, по жељи краља Николе, крај нове цркве у Никшићу. Са друге стране цркве сахрањен је, такође по Николиној жељи, велики црногорски јунак Новак Рамов Јововић. Краљ Никола је желио да та црква буде његово вјечно пребивалиште и да му на тај начин „вјечну стражу“ држе најбољи херцеговачки и најбољи црногорски јунак.
Алекса Шантић му је посветио пјесму под називом Стојан Ковачевић.

## Галерија
- Портрет из новосадског листа „Орао” из 1876. године
- Стојан Ковачевић у Никшићу, 1887.
- Фотографија објављена у часопису „Вардар”, 1912.
- Гроб Стојана Ковачевића у сјеверном дијелу порте Саборне цркве у Никшићу
- Натпис на гробној плочи